# 500 kilomètres de Silverstone FIA GT 2000
Navigation
Édition précédente Édition suivante
Les 500 kilomètres de Silverstone FIA GT 2000, disputées le 14 mai 2000 sur le circuit de Silverstone, est la quatrième manche du championnat FIA GT 2000.

## Course

### Classement de la course
Classement à l'issue de la course (vainqueurs de catégorie en gras), :
| Pos.   | Catégorie | N° | Écurie                        | Pilotes                                                       | Châssis                   | Pneus | Tours |
| Pos.   | Catégorie | N° | Écurie                        | Pilotes                                                       | Moteur                    | Pneus | Tours |
| ------ | --------- | -- | ----------------------------- | ------------------------------------------------------------- | ------------------------- | ----- | ----- |
| 1      | GT        | 14 | Lister Storm Racing           | Jamie Campbell-Walter Julian Bailey                           | Lister Storm              | M     | 94    |
| 1      | GT        | 14 | Lister Storm Racing           | Jamie Campbell-Walter Julian Bailey                           | Jaguar 7.0L V12           | M     | 94    |
| 2      | GT        | 25 | Carsport Holland              | Mike Hezemans David Hart                                      | Chrysler Viper GTS-R      | M     | 94    |
| 2      | GT        | 25 | Carsport Holland              | Mike Hezemans David Hart                                      | Chrysler 8.0L V10         | M     | 94    |
| 3      | GT        | 11 | Paul Belmondo Racing          | Paul Belmondo Claude-Yves Gosselin                            | Chrysler Viper GTS-R      | D     | 93    |
| 3      | GT        | 11 | Paul Belmondo Racing          | Paul Belmondo Claude-Yves Gosselin                            | Chrysler 8.0L V10         | D     | 93    |
| 4      | GT        | 1  | Chamberlain Motorsport        | Didier Defourny Stephen Watson                                | Chrysler Viper GTS-R      | M     | 93    |
| 4      | GT        | 1  | Chamberlain Motorsport        | Didier Defourny Stephen Watson                                | Chrysler 8.0L V10         | M     | 93    |
| 5      | GT        | 10 | Paul Belmondo Competition     | Jean-Claude Lagniez Guy Martinolle                            | Chrysler Viper GTS-R      | D     | 93    |
| 5      | GT        | 10 | Paul Belmondo Competition     | Jean-Claude Lagniez Guy Martinolle                            | Chrysler 8.0L V10         | D     | 93    |
| 6      | GT        | 5  | Konrad Motorsport             | Franz Konrad Jürgen von Gartzen                               | Porsche 911 GT2           | D     | 92    |
| 6      | GT        | 5  | Konrad Motorsport             | Franz Konrad Jürgen von Gartzen                               | Porsche 3.8L Turbo Flat-6 | D     | 92    |
| 7      | GT        | 2  | Chamberlain Motorsport        | Walter Brun Toni Seiler                                       | Chrysler Viper GTS-R      | M     | 92    |
| 7      | GT        | 2  | Chamberlain Motorsport        | Walter Brun Toni Seiler                                       | Chrysler 8.0L V10         | M     | 92    |
| 8      | GT        | 15 | Lister Storm Racing           | Nicolaus Springer Philippe Favre                              | Lister Storm              | M     | 92    |
| 8      | GT        | 15 | Lister Storm Racing           | Nicolaus Springer Philippe Favre                              | Jaguar 7.0L V12           | M     | 92    |
| 9      | GT        | 29 | Team A.R.T.                   | Jean-Pierre Jarier François Lafon                             | Chrysler Viper GTS-R      | M     | 91    |
| 9      | GT        | 29 | Team A.R.T.                   | Jean-Pierre Jarier François Lafon                             | Chrysler 8.0L V10         | M     | 91    |
| 10     | GT        | 45 | Team Felbermayr               | Horst Felbermayr, Sr. Horst Felbermayr, Jr.                   | Chrysler Viper GTS-R      | ?     | 91    |
| 10     | GT        | 45 | Team Felbermayr               | Horst Felbermayr, Sr. Horst Felbermayr, Jr.                   | Chrysler 8.0L V10         | ?     | 91    |
| 11     | N-GT      | 52 | Larbre Compétition Chéreau    | Christophe Bouchut Patrice Goueslard                          | Porsche 911 GT3-R         | M     | 91    |
| 11     | N-GT      | 52 | Larbre Compétition Chéreau    | Christophe Bouchut Patrice Goueslard                          | Porsche 3.6L Flat-6       | M     | 91    |
| 12     | N-GT      | 77 | RWS Red Bull Racing           | Luca Riccitelli Hans Willems                                  | Porsche 911 GT3-R         | M     | 90    |
| 12     | N-GT      | 77 | RWS Red Bull Racing           | Luca Riccitelli Hans Willems                                  | Porsche 3.6L Flat-6       | M     | 90    |
| 13     | N-GT      | 51 | Pennzoil Quaker State G-Force | Nigel Smith Michel Neugarten                                  | Porsche 911 GT3-R         | D     | 90    |
| 13     | N-GT      | 51 | Pennzoil Quaker State G-Force | Nigel Smith Michel Neugarten                                  | Porsche 3.6L Flat-6       | D     | 90    |
| 14     | N-GT      | 50 | Pennzoil Quaker State G-Force | Robert Nearn Magnus Wallinder                                 | Porsche 911 GT3-R         | D     | 89    |
| 14     | N-GT      | 50 | Pennzoil Quaker State G-Force | Robert Nearn Magnus Wallinder                                 | Porsche 3.6L Flat-6       | D     | 89    |
| 15     | N-GT      | 53 | Larbre Compétition Chéreau    | Ferdinand de Lesseps Jean-Luc Chéreau                         | Porsche 911 GT3-R         | M     | 88    |
| 15     | N-GT      | 53 | Larbre Compétition Chéreau    | Ferdinand de Lesseps Jean-Luc Chéreau                         | Porsche 3.6L Flat-6       | M     | 88    |
| 16     | GT        | 8  | Haberthur Racing              | Patrick Vuillaume Manfred Jurasz                              | Porsche 911 GT2           | D     | 87    |
| 16     | GT        | 8  | Haberthur Racing              | Patrick Vuillaume Manfred Jurasz                              | Porsche 3.8L Turbo Flat-6 | D     | 87    |
| 17     | N-GT      | 55 | ART Engineering               | Constantino Bertuzzi Pierangelo Masselli                      | Porsche 911 GT3-R         | P     | 87    |
| 17     | N-GT      | 55 | ART Engineering               | Constantino Bertuzzi Pierangelo Masselli                      | Porsche 3.6L Flat-6       | P     | 87    |
| 18     | N-GT      | 68 | Seikel Motorsport             | Tony Burgess Max Cohen-Olivar                                 | Porsche 911 GT3-R         | D     | 86    |
| 18     | N-GT      | 68 | Seikel Motorsport             | Tony Burgess Max Cohen-Olivar                                 | Porsche 3.6L Flat-6       | D     | 86    |
| 19     | N-GT      | 67 | MAC Racing                    | Fabio Mancini Gianni Collini                                  | Porsche 911 GT3-R         | D     | 86    |
| 19     | N-GT      | 67 | MAC Racing                    | Fabio Mancini Gianni Collini                                  | Porsche 3.6L Flat-6       | D     | 86    |
| 20     | N-GT      | 78 | Cirtek Motorsport             | Paul Phillips Adam Topping Robert Schirle                     | Porsche 911 GT3-R         | ?     | 85    |
| 20     | N-GT      | 78 | Cirtek Motorsport             | Paul Phillips Adam Topping Robert Schirle                     | Porsche 3.6L Flat-6       | ?     | 85    |
| 21     | N-GT      | 70 | JMB Competition               | Marco Lambertini Batti Pregliasco                             | Ferrari 360 Modena N-GT   | P     | 85    |
| 21     | N-GT      | 70 | JMB Competition               | Marco Lambertini Batti Pregliasco                             | Ferrari 3.6L V8           | P     | 85    |
| 22     | N-GT      | 63 | Team LR Organisation          | Michel Ligonnet Christophe d'Ansembourg Stanislas De Sadeleer | Porsche 911 GT3-R         | P     | 85    |
| 22     | N-GT      | 63 | Team LR Organisation          | Michel Ligonnet Christophe d'Ansembourg Stanislas De Sadeleer | Porsche 3.6L Flat-6       | P     | 85    |
| 23     | N-GT      | 56 | EMKA GTC                      | Steve O'Rourke Tim Sugden                                     | Porsche 911 GT3-R         | P     | 85    |
| 23     | N-GT      | 56 | EMKA GTC                      | Steve O'Rourke Tim Sugden                                     | Porsche 3.6L Flat-6       | P     | 85    |
| 24     | N-GT      | 71 | JMB Competition               | Philippe Alliot Peter Kutemann                                | Ferrari 360 Modena N-GT   | P     | 80    |
| 24     | N-GT      | 71 | JMB Competition               | Philippe Alliot Peter Kutemann                                | Ferrari 3.6L V8           | P     | 80    |
| 25 DNF | GT        | 7  | Proton Competition            | Gerold Ried Christian Ried Mauro Casadei                      | Porsche 911 GT2           | Y     | 59    |
| 25 DNF | GT        | 7  | Proton Competition            | Gerold Ried Christian Ried Mauro Casadei                      | Porsche 3.6L Turbo Flat-6 | Y     | 59    |
| 26 DNF | GT        | 12 | Paul Belmondo Racing          | Boris Derichebourg Vincent Vosse                              | Chrysler Viper GTS-R      | D     | 50    |
| 26 DNF | GT        | 12 | Paul Belmondo Racing          | Boris Derichebourg Vincent Vosse                              | Chrysler 8.0L V10         | D     | 50    |
| 27 DNF | GT        | 27 | Autorlando                    | Marco Spinelli Fabio Villa Gabriele Sabatini                  | Porsche 911 GT2           | P     | 44    |
| 27 DNF | GT        | 27 | Autorlando                    | Marco Spinelli Fabio Villa Gabriele Sabatini                  | Porsche 3.8L Turbo Flat-6 | P     | 44    |
| 28 DNF | GT        | 21 | Racing Box                    | Luca Cappellari Raffaele Sangiuolo Gabriele Matteuzzi         | Chrysler Viper GTS-R      | D     | 27    |
| 28 DNF | GT        | 21 | Racing Box                    | Luca Cappellari Raffaele Sangiuolo Gabriele Matteuzzi         | Chrysler 8.0L V10         | D     | 27    |
| 29 DNF | GT        | 3  | Freisinger Motorsport         | Stéphane Ortelli Wolfgang Kaufmann                            | Porsche 911 GT2           | D     | 9     |
| 29 DNF | GT        | 3  | Freisinger Motorsport         | Stéphane Ortelli Wolfgang Kaufmann                            | Porsche 3.8L Turbo Flat-6 | D     | 9     |
| DNS    | GT        | 4  | Freisinger Motorsport         | Ernst Palmberger Yukihiro Hane                                | Porsche 911 GT2           | D     | –     |
| DNS    | GT        | 4  | Freisinger Motorsport         | Ernst Palmberger Yukihiro Hane                                | Porsche 3.8L Turbo Flat-6 | D     | –     |
| DNS    | GT        | 19 | Marcos Racing International   | Cor Euser Harald Becker                                       | Marcos Mantara LM600      | D     | –     |
| DNS    | GT        | 19 | Marcos Racing International   | Cor Euser Harald Becker                                       | Chevrolet 5.9L V8         | D     | –     |
| DNS    | GT        | 23 | KRT Lamborghini Racing        | Günther Kronsender Josef Jobst                                | Lamborghini Diablo GTR    | M     | –     |
| DNS    | GT        | 23 | KRT Lamborghini Racing        | Günther Kronsender Josef Jobst                                | Lamborghini 6.0L V12      | M     | –     |
| DNS    | GT        | 44 | BVB Motorsport                | Geoff Lister Max Beeverbroock                                 | Porsche 911 GT2           | D     | –     |
| DNS    | GT        | 44 | BVB Motorsport                | Geoff Lister Max Beeverbroock                                 | Porsche 3.8L Turbo Flat-6 | D     | –     |